# リクルートエグゼクティブエージェント
株式会社リクルートエグゼクティブエージェント (Recruit Executive Agent Co.,Ltd) はリクルートグループの経営陣（取締役、役員、部長など）に特化した転職エージェント（人材紹介会社）である。
主要サービス：経営人材紹介サービス（成功報酬型人材紹介サービス）／エグゼクティブサーチサービス（リテーナーサーチサービス）

## 関連企業
- リクルート
- リクルートキャリア
- リクルートキャリアコンサルティング
- リクルートマネジメントソリューションズ
- リクルートメディカルキャリア
- リクルートワークス研究所